# Gekko japonicus
Espèce
Synonymes
- Platydactylus japonicus Schlegel, 1836
- Platydactylus jamori Temminck & Schlegel, 1838
- Hemidactylus nanus Cantor, 1842
- Platydactylus yamori Fritze, 1891

Gekko japonicus est une espèce de geckos de la famille des Gekkonidae.

## Répartition
Cette espèce se rencontre dans l'est de la Chine, en Corée et au Japon.
Sa présence au Viêt Nam est incertaine.

## Publication originale
- Duméril & Bibron, 1836 : Erpetologie Générale ou Histoire Naturelle Complete des Reptiles. Librairie Encyclopédique Roret, Paris, vol. 3, p. 1-517 (texte intégral).